# طابو
طابو : كلمة تركية الأصل (طاپو Tapu) مشتقة من الكلمة اليونانية طوپوس (τόπος) أي قطعة الأرض. وتأتي بمعنى بناية العقارات. وَثِيقَةُ المِلْكِيَّةِ، حُجَّةٌ، صك أو حجة ملكية الأرض، سند أو وثيقة الامتلاك لعقار أو عرصة معينة.
الكلمة مأخوذة من القوانين الرسمية العثمانية التي لا تزال تبعاتها مؤثرة في القوانين الرسمية للدول التي كانت تشكل جزءاً من الدولة العثمانية مثل تركيا والعراق وسوريا وفلسطين. لذلك تستخدم هذه الكلمة في العراق وبلاد الشام للتعبير عن ورقة المُلكية للدور وقطع الأراضي الزراعية. كما تأتي أيضاً بمعنى بناية دائرة العقارات الرسمية التابعة للدولة. حيث أن مفردة (طابو) هذه، تعني تأكيد احتياز ما لأمر ما، أو امتلاكاً معيناً لوضع ما، وبعض منه، ولا يمكن لأي كان التعدي له، بقصد نزع صفة الملكية، أو صفة التملكية منه.. أي منع الاقتراب من مجال معين.

## في الدولة العثمانية
بدأت الدولة العثمانية سنة 1839 بإصدار التنظيمات الخيرية والتي تضمنت الإصلاح القانوني بإدخال التشريعات الأوروبية في الدولة العثمانية، حيث تم الغاءَ الضرائب العرفية، والتي كانت تستوفيها الدولة من ملاك العقارات باسم الإعانة الجهادية وفرضت الضرائب عن العقارات بعد تدوينها وتقدير قيمتها حيث يتطلب ذلك الأراضي من اراضي ومباني وعقارات ومنشآت.
قامت الدولة العثمانية بتأسيس دائرة طاپو في كل ولاية وهي الدائرة المكلفة بتسجيل العقارات والمعاملات المتعلقة بها كالبيع والرهن والانتقال وسوى ذلك من التصرفات ذلك ان تسجيل العقارات والتصرفات الواقعة عليها قبل هذا التاريخ كانت تتم في المحكمة الشرعية للمسلمين وفي الكنائس للمسيحيين وفي دور العبادة الخاصة باليهود وهكذا حلت هذه الدائرة الحكومية محل هذه الجهات.
صدر نظام معاملات اوقاف المستغلات والمسقفات لسنة 1870، حيث حدد هذا النظام الاوقاف المضبوطة أي العقارات التي تدار من قبل الاوقاف واوقاف غير مضبوطة أي العقارات التي تدار من المتولين وتم إنشاء هيئة إدارة الأراضي السنية للأراضي الزراعية المملوكة للسلطان عبد الحميد الثاني. وبعد خلع السلطان عبد الحميد انتقلت ملكية هذه الأراضي إلى الدولة سنة 1909 .

### في العراق
أول دائرة طاپو عراقية ظهرت في بغداد في زمن الدولة العثمانية في عهد الوالي محمد رؤوف باشا. وفي لواء المنتفق كانت هي من أهم إجراءات المتصرف ناصر باشا السعدون في المنتفق، وقد تركت آثارا لعقود طويلة على الواقع الاقتصادي والاجتماعي في اللواء. وقبل ذلك لم تكن قبيلة المنتفق تعرف نظام الملكية الخاصة للفرد، بل كانت كل عشيرة تتصرف بأرضها بشكل جماعي حسب العرف السائد، وكانت الدولة تعتبر تلك الأراضي «ميرية» أي ملك لها. وجاءت حقبة التنظيمات بقانون الأراضي الذي شرع سنة 1858م، حيث نص على بيع حقوق التصرف بتلك الأراضي الحكومية للمواطنين بشروط معينة. وقد بادر مدحت باشا خلال ولايته في العراق (1869-1872م) إلى وضع ذلك القانون موضع التطبيق في العراق إسوة ببقية ولايات الدولة العثمانية. ووضعت حقوق التصرف بالأراضي الزراعية الحكومية في المزاد العلني بين الراغبين، فاعتقد البعض أن هدف الإجراء هو زيادة دخل الدولة، بينما رأى البعض الآخر (وخاصة في مناطق المنتفق) أن هدف العملية هو دفع أمراء القبائل -السعدون وغيرهم- للرضوخ للدولة.
وبعد الاستقلال وقيام الحكم الوطني وفي نهاية عشرينات القرن العشرين تم تأسيس مديرية الطابو العامة كاحدى المديريات التابعة لوزارة العدل ويرأسها مدير عام يقوم بواجباته وفقا للقانون والتعليمات التي يصدرها الوزير ويعين بإرادة ملكية- مرسوم- وهو من موظفي الدرجة الأولى وكان مدير الطابو سنة 1936 السيد عباس بيگ مهدي وتقسم المديرية إلى مركز المديرية ومديريات المحافظات ومأموريات الاقضية وهنالك مديرية التدقيق والسندات العقارية أي الأراضي وشعبة التسوية والتي استحدثت بعد صدور قانون تسوية حقوق الأراضي 55 لسنة 1932 لتحديد ملكية الأراضي وحقوق التصرف للأراضي الكائنة خارج المدن والقرى والبلديات وهنالك شعبة الهندسة لخرائط الأراضي واجراءات مسح الأراضي وشعبة التحرير وفيها قسم الاوراق وقسم المحاسبة وحيث ان السندات الخاصة بالأراضي زمن الدولة العثمانية طالها التحريف لذلك تم تصوير السندات الاصلية من سجلات الطابو لحسم الخلافات بشأن ملكية الأراضي.

## الطابو في تركيا
يعتبر سند الملكية في تركيا وثيقة رسمية تصدر من دائرة التسجيل العقاري والمساحة بتركيا. ومن خلاله نظم القانون التركى عملية البيع والشراء الخاصة بالعقارات والاراضي التركية. و يسمى سند الملكية في تركيا بالطابو، ويكون باسم مالك أو مالكى العقار أو الأرض. لذلك يستخدم سند الملكية لإثبات الملكية القانونية للعقار أو الأرض التي يتم شراؤها في تركيا. يتضمن سند الملكية معلومات عن العقار أو الأرض التي قمت بشرائها ويحدد فيه موقع العقار أو الأرض. ويتضمن أيضا اسم وصورة لمالك العقار وأرقام المسح العقاري ونوع العقار والمعلومات المؤرشفة عن العقار. في حال كانت ملكية العقار تعود إلى أكثر من شخص يتم إصدار سند ملكية واحد ويُكتب في خانة صاحبة العقار أسماء المُلاك وحصة كل واحد منهم.

### أنواع سند الملكية في تركيا
هناك نوعين رئيسين من سند الملكية في تركيا هما:

#### اولا:  سند الملكية ذو اللون الاحمر.
وهو سند ملكية العقارات أو الاراضى المعدة لاقامة العقارات.
العقارات تشمل كلا من الشقق والفلل والعمارات والمحال التجارية وغيرها.

#### ثانيا: سند الملكية ذو اللون الازرق.
وهو سند ملكية الاراضى الزراعية.
مهم جدا ان نعرف انة يسمح لمالك الأرض الزراعية بممارسة الأعمال الزراعية في ارضة فقط.
مثل الزراعة والحراثة وتربية الحيوانات والماشية والدواجن وما شابه ذلك.
اما إذا خالف ذلك فيعد هذا استخداما غير قانونيا يعاقب عليه القانون التركي.

### مدة استخراج الطابو
قد تستغرق مدة استخراج الطابو يوم واحد فقط في حال تحققت بعض الشروط مثل:
توقيع عقد الشراء من قبل المالك الجديد للعقار. 
الحصول على الرقم الضريبي من دائرة الضرائب في تركيا. 
فتح حساب بنكي في تركيا. 
صورة مصدقة عن جواز السفر ومترجمه إلى اللغة التركية. 
ومن ثم يمكن التوجه إلى مكتب السجل العقاري أو دائرة الطابو لاستلام سند المكلية.